# Élisabeth de Bourbon (1614–1664)

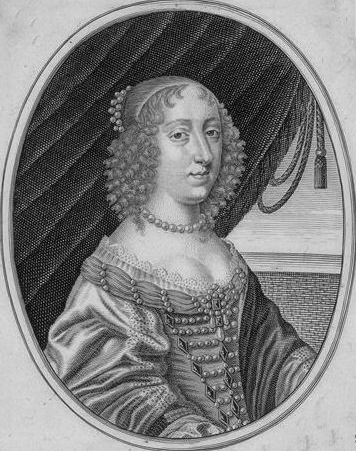
Élisabeth de Bourbon

Élisabeth de Bourbon (* 16. August 1614 in Paris; † 19. Mai 1664 ebenda), Enkelin des französischen Königs  Heinrich IV., war eine Herzogin aus dem Haus Bourbon-Vendôme.

## Leben
Élisabeth de Bourbon, Tochter des Herzogs von Vendôme César de Bourbon und dessen Gattin Herzogin Françoise de Lorraine (1592–1669), hatte zwei Brüder – Louis und François.
Am 11. Juli 1643 heiratete Élisabeth im Louvre den Herzog von Nemours Karl Amadeus von Savoyen, Sohn des Herzogs Henri I. de Savoie-Nemours und dessen Gattin Herzogin von Aumale Anne de Lorraine (1600–1638).
Das Paar bekam fünf Kinder:
- Maria Johanna von Savoyen (1644–1724),
- Maria Francisca Elisabeth von Savoyen (1646–1683),
- Joseph (1649), François (1650) und Charles-Amédée (1652) starben kurz nach der Geburt.

Élisabeths Bruder François tötete seinen Schwager Karl Amadeus in einem Duell.